# Satyrus moorei
Satyrus moorei är en fjärilsart som beskrevs av Evans 1912. Satyrus moorei ingår i släktet Satyrus och familjen praktfjärilar. Inga underarter finns listade.